# Веро, Янник
Янник Веро (фр. Yannick Vero; род. 28 февраля 1990, Таити, Французская Полинезия) — таитянский футболист, выступающий на позиции правого (иногда — левого) защитника в клубе «Дрэгон» и национальной сборной Таити.

## Клубная карьера
Взрослую карьеру начал в таитянском клубе «Ваиэте» в 2008 году. По окончании сезона 2011—2012 годов перешёл в клуб «Дрэгон», цвета которого защищает по сей день.

## Карьера в сборной
Дебютный матч за национальную сборную Таити провёл 23 сентября 2010 года, полностью отыграв матч Кубка заморских территорий Франции против сборной Мартиники. Играл в отборочных матчах к чемпионату мира 2014 года.
В 2013 году принял участие в Кубке конфедераций, выйдя на замену в матче сборной Таити против сборной Испании.